# 康斯坦茨和约
康斯坦茨和约是1183年神圣罗马帝国皇帝腓特烈一世及其儿子、共主罗马之王亨利六世为自1167年处于叛乱状态的伦巴第同盟各成员结束其叛乱状态而赋予的特权，取代1177年签订的《威尼斯和约》。